# Adelaida (banda)
Adelaida es una banda chilena del Rock alternativo, originaria de la ciudad de Valparaíso, Chile. Destaca por su estilo que transita por los géneros del indie rock, grunge, post-punk, shoegaze y una combinación de melodías armónicas, pero al mismo tiempo potentes, produciendo atmósferas musicales que generan ambientes oníricos, acompañados de letras poéticas y metafóricas. 
La banda fue fundada en el año 2010 por Jurel Sonico (Claudio Manríquez) y Gabriel Holzapfel (Lele).

## Formación
Los inicios de la banda se remontan al año 2007, a partir del demo realizado por Jurel Sonico llamado “La Vida Paralela a los Sueños”, donde logró plasmar sus primeras ideas y conocer al músico Gabriel Holzapfel, mediante influencias en común compartidas en la escena musical de Valparaíso, más específicamente en el entorno del emblemático bar “La Cantera”. Jurel y Gabriel decidieron formar el proyecto de “Adelaida”, que nació a partir de canciones e ideas de Jurel Sonico. En el año 2010 se consolidaron como proyecto, realizando su primer concierto en el bar La Cantera.

## Historia

### Narval (2012)
El 3 de octubre de 2012 publicaron su primer EP demo “Narval”, grabado en Rocka Studios y masterizado en Estudios Fábula. Esta fue su primera producción oficial, la cual destaca por su sonido poderoso, que pasa desde el grunge de los años noventa al shoegaze, además, se destaca su calidad en la producción. 

### Monolito (2014)
El 31 de marzo de 2014 Adelaida debutó con su primer álbum titulado “Monolito”, publicado por el sello Pinball Recordings, bajo la producción Rodrigo Paniagua y Pablo Giadach. Compuesto por 10 canciones, su primer álbum de estudio consolida una propuesta sonora clara y definida. A través de Pinball Recordings, la banda logró difundir su música y abarcar más escenarios, además de aparecer en la banda sonora de la película “Videoclub” de Pablo Illanes, con el primer sencillo del álbum “Espirales”. 

### Madre Culebra (2015)
El 9 de octubre de 2015 estrenaron su segundo álbum de estudio “Madre Culebra”, publicado por el sello Mescalina. El disco fue registrado en el estudio de grabación Rubber Tracks en Brooklyn, junto al ingeniero de sonido Aaron Bastinelli. La producción de este álbum contó con la participación de Jack Endino en los tracks 6 y 7, que destaca por trabajar en la producción del álbum “Bleach” de  Nirvana. En este disco se puede notar un trabajo de producción más maduro y enérgico.

### Paraíso (2017)
El 19 de enero de 2017 estrenaron su tercer álbum de estudio “Paraíso”, publicado por el sello Buen Día Records, esta vez producido por Jurel Sonico y Adelaida, grabado en Estudio Lautaro por Pablo Giadach en Santiago, mezclado por Eric Dabdoub en Brooklyn y masterizado en Knack Mastering por Kim Rosen, en New Jersey.  El disco tuvo una buena apreciación de la crítica, catalogando al álbum como una "propuesta madura de la banda", cargada de un estilo dinámico que posee grandes momentos de potencia mezclados con fragmentos de voces ligeras que logran crear una atmósfera equilibrada y fresca. 
El éxito del álbum le valió a la banda ganar el galardón de Mejor Artista Rock, en los premios Pulsar del año 2018.
Durante 2018, el Sello Mescalina los invitó al festival “International Sister Cities Youth Music Festival” realizado en China, uno de los festivales orientales con mayor predominio global, así como también a Japón. Contando con el apoyo del Fondo de la Música del Ministerio de Cultura, que trabajó en conjunto con Hanshing Agency y contó con el apoyo de Moorworks y las embajadas de Chile en China y Japón, además de personas externas que los ayudaron. Algunas de las ciudades que recorrió la gira fueron: Yangzhou, Cantón, Chengdu y Beijing, en China, presentando 3 shows en Tokio.

### 2020-presente:AnimitayRetrovisor
El 17 de abril de 2020 Adelaida lanzó su cuarto y último álbum hasta la fecha. “Animita” fue producido por Jurel Sonico y Matías Saldías, grabado en estudio Mescalina por Rubén Verdugo y Matías Saldías, además de ser masterizado por Francisco Holzmann en Clio Mastering. A diferencia de sus predecesores este trabajo discográfico contó con una producción donde destaca el uso de distintos timbres, un uso superior de sintetizadores, una mayor presencia de segundas voces, nuevos instrumentos y armonías, que resaltan por su experimentalidad. También cabe destacar que este contó con diversas colaboraciones, incluyendo a Chini.png, Anke Steinhofel, Maximiliano Mendoza, Matías Saldías e Isaías de la Sotta.
Con el lanzamiento de Animita, Anke Steinhöfel se integró al grupo en teclados, voz y pandero.
En marzo de 2023, el guitarrista Marcus Sobarzo y el baterista Tomás Pérez debutaron como nuevos miembros.
En octubre de 2023, Adelaida publicó el sencillo «Girasoles» como adelanto de su quinto álbum, Retrovisor. El 15 de noviembre se publicó Retrovisor en plataformas digitales por medio del sello chileno Disco Intrépido, y se abrieron las reservas de las versiones en Digipak y disco de vinilo —el primero del grupo— para febrero de 2024, ambas a través de sello español Spinda Records.

## Miembros
Miembros actuales
- Claudio Jurel Sónico Manríquez –  guitarra, voz (2010-presente)
- Anke Steinhöfel –  bajo, voz, teclado (2020-presente)
- Joaquín Roa –  guitarra (2023-presente)
- Tomás Pérez –  batería (2023-presente)

Miembros anteriores
- Gabriela Vásquez –  bajo (2010-2014)
- Nicolás Guajardo –  guitarra (2015)
- Natalia Díaz –  bajo, voz (2014-2016)
- Naty Lane –  bajo (2016-2022)
- Gabriel Lele Holzapfel –  batería (2010-2023)
- Marcus Sobarzo –  guitarra (2023)

## Discografía
Álbumes de estudio
- 2010: La vida paralela a los sueños
- 2014: Monolito
- 2015: Madre culebra
- 2017: Paraíso
- 2020: Animita
- 2023: Retrovisor

## Premios y nominaciones
| Año  | Premio          | Categoría                   | Obra     | Resultado | Ref. |
| ---- | --------------- | --------------------------- | -------- | --------- | ---- |
| 2018 | Premios Pulsar  | Mejor artista rock          | Paraíso  | Ganador   |      |
| 2020 | Premios Índigo  | Mejor artista independiente | Adelaida | Ganador   |      |
| 2021 | Premios Escuhar | Mejor álbum rock            | Animita  | Ganador   |      |
| 2021 | Premios Escuhar | Mejor artista rock          | Adelaida | Ganador   |      |